# Coelorinchus macrolepis
Coelorinchus macrolepis es una especie de pez de la familia Macrouridae en el orden de los Gadiformes.

## Hábitat
Es un pez bentopelágico de aguas  tropicales.

## Distribución geográfica
Se encuentra en las Filipinas.